# Monardella
Monardella es un género con 286 especies de plantas con flores perteneciente a la familia Lamiaceae. Es originario de Norteamérica.

## Especies seleccionadas
| - Monardella anemonoides - Monardella antonina - Monardella arizonica - Monardella australis - Monardella beneolens | - Monardella benitensis - Monardella breweri - Monardella californica - Monardella candicans - Monardella caroliniana |

## Sinonimia
- Madronella Mill.[1]